# Uridina monofosfato

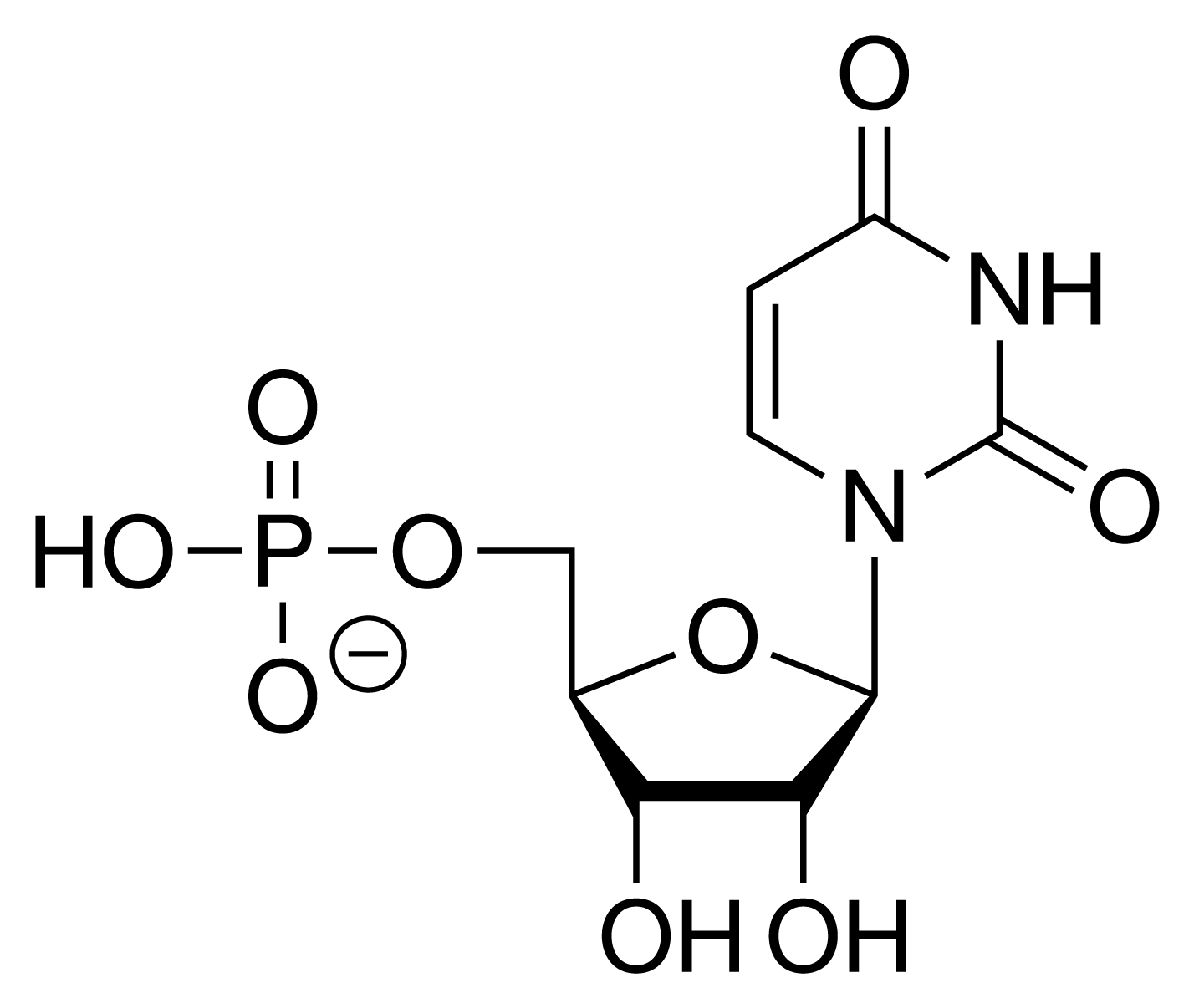
Struttura chimica dell'UMP

L'uridina monofosfato, conosciuto anche con il nome di acido 5'-uridilico ed abbreviato in UMP, è un nucleotide che si trova nell'RNA.
È un estere dell'acido fosforico con il nucleoside uridina.
L'UMP è  costituito dal gruppo funzionale fosfato, dal ribosio e dalla base azotata uracile.